# Михајло Михајловић
Михајло Михајловић, (Власотинце, 27. септембар 1916 - Бубањ, јесен 1943), новинар и јавни радник, био је уредник предратног издања листа „Власина“.

## Биографија
Основну школу завршио је у Власотинцу, четири разреда гимназије у Лесковцу, а потом се уписао у Трговачку академију у Нишу. Због болести је напустио школовање 1933. године и вратио се у Власотинце. Када је 1937. године, после петогодишњег прекида, обновљен рад Народне књижнице и читаонице у Власотинцу, Михајло Михајловић је фебруара 1938. године постао уредник листа „Власина“, гласила Народне књижнице и читаонице. На том положају остаје до фебруара 1941. године. Од 1939. године до почетка рата, априла 1941, био је председник Управног одбора књижнице. Такође, био је редитељ неколико позоришних представа и организатор њиховог приказивања у Власотинцу и околини. Уређивао је лист „Власину“ и организовао њено излажење у најтежим ратним условима, окупљајући дописнике и сам пишући за лист. Последњи двоброј листа „Власине“ изашао је у фебруару 1941. (јануар-фебруар) године. Из здравствених разлога Михајло није могао да оде у партизане, па се његов рад у помагању народноослободилачког покрета заснивао на прикупљању помоћи и умножавању материјала. Почетком 1943. године преселио се у Београд, али је и тамо био под присмотром агената специјалне полиције. Отеран је у борски рудник на принудни рад. На основу потернице Немаца тадашње власотиначке власти, Недићеваца, ухапшен је са својим друговима студентима и спроведен 1943. године у Ниш, у логор Црвени крст, и стрељан на Бубњу.